# Eduard Nicka (Politiker, 1911)
Eduard Nicka (* 27. Oktober 1911 in Unterschützen, Burgenland; † 22. Juli 1972) war ein nationalsozialistischer Politiker und von 1935 bis 1945 Kreisleiter von Oberwart. Später war er für die Freiheitlichen Partei Österreichs (FPÖ) aktiv.

## Leben und Wirken
Eduard Nicka besuchte das Evangelische Gymnasium Oberschützen und begann anschließend eine Müllerlehre. Zum 13. Februar 1933 trat er der NSDAP bei (Mitgliedsnummer 1.450.629), ab 1935 war er illegaler Kreisleiter von Oberwart. Nicka förderte die Erfassung von Roma durch den nationalsozialistischen Rassekundler Karl Moravek. Von 1938 bis 1945 übte Nicka – mit Unterbrechung durch seinen freiwilligen Fronteinsatz bei der Waffen-SS (SS-Nummer 430.427) – diese Funktion legal aus. 1944/45 war er mitverantwortlich für den Reichsschutzstellungsbau. Nicka unterstand dabei der Abschnitt Oberwart-Fürstenfeld, der wiederum in mehrere Unterabschnitte gegliedert war, in denen sich 1945 das Massaker von Rechnitz und das Massaker von Deutsch Schützen ereigneten.
Am 1. Oktober 1948 wurde Nicka in Wien von einem Volksgericht zu drei Jahren schweren Kerkers und Vermögensverfall verurteilt. Er war ausschließlich wegen jener Delikte angeklagt worden, bei denen der Staatsanwalt von einer sicheren Nachweisbarkeit ausgehen konnte – nämlich wegen Illegalität und seiner Funktion als Kreisleiter von Oberwart. Es handelte sich dabei um ein sogenanntes Formaldelikt, bei dem ihm der Gerichtshof keine konkreten Taten in seiner Eigenschaft als Mitglied der illegalen NSDAP nachweisen musste, sondern nur die Tatsache, dass er der Partei zwischen Inkrafttreten ihres Verbotes am 1. Juli 1933 und dem Einmarsch der deutschen Wehrmacht in Österreich am 12. März 1938 angehört hatte. Schon im Dezember 1948 wurde Nicka jedoch mit Entschließung des Bundespräsidenten Karl Renner begnadigt und aus der Haft entlassen. 1956 erhielt er auch das im Urteilsspruch für verfallen erklärte Vermögen erstattet.
Von 5. Januar bis 31. August 1958 war Nicka Landesparteiobmann der FPÖ Burgenland.